# Hirte

Schafhirte in Italien

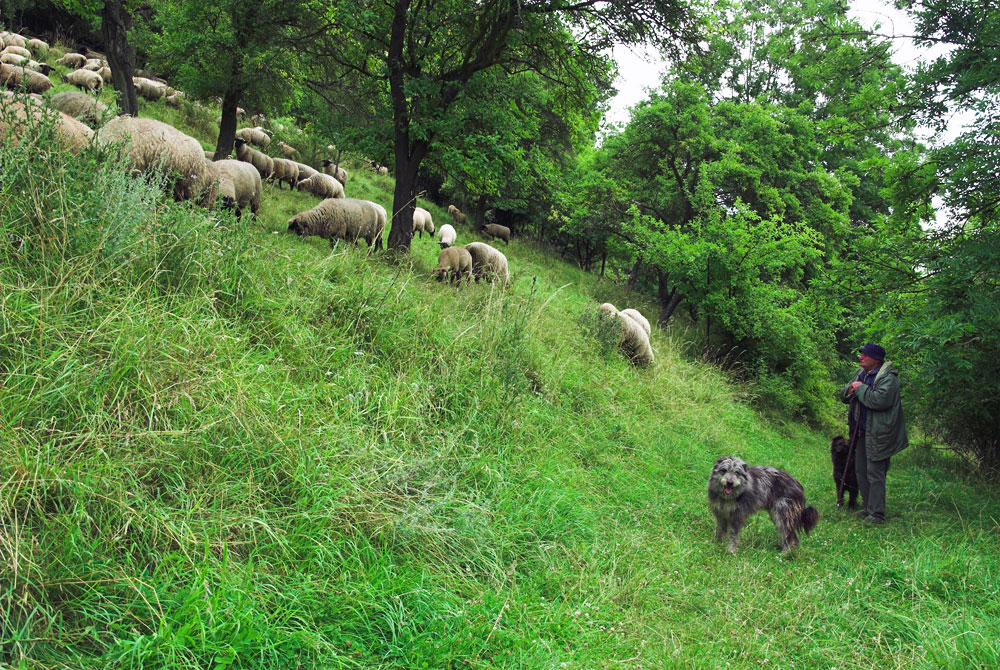
Der Hirte und die Herde

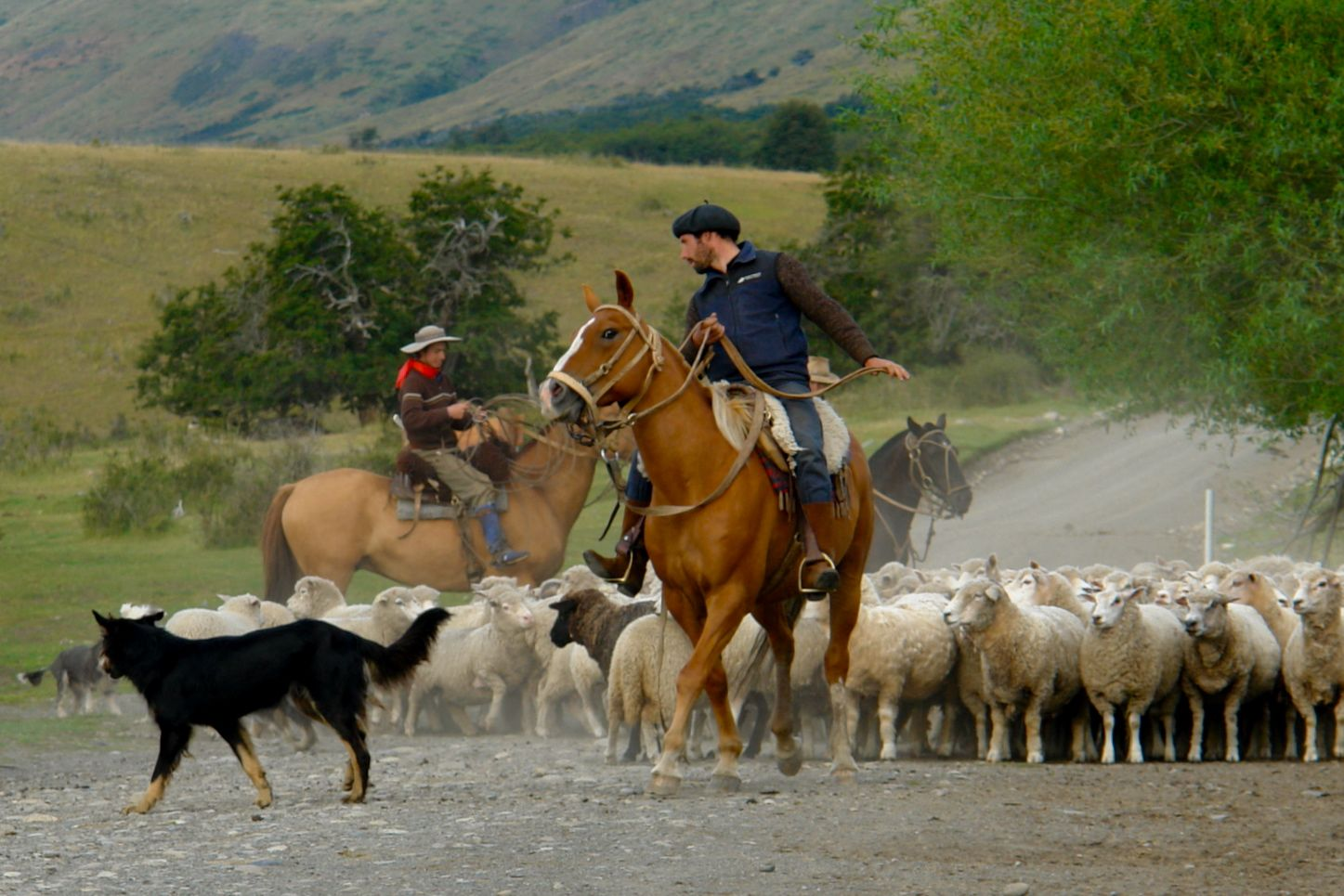
Berittene Hirten, Herde und Schäferhund in Patagonien, Argentinien

Der Ausdruck Hirte (auch Hirt) oder Hüter bezeichnet eine Person, die eine Herde von Nutztieren hütet (bewacht) und versorgt (z. B. Schafe, Ziegen, früher auch Gänse, Schweine, Rinder, Pferde, Esel, speziell in Nordafrika und Vorderasien auch Kamele, in Südamerika Lamas, in Süd- und Südostasien Arbeitselefanten usw.). Im Lateinischen heißt Hirte „Pastor“; daher stammt der Begriff Pastoralismus, der für alle Formen pastoraler Tierhaltung auf Naturweiden steht.

## Berufsbild
Das traditionelle Arbeitsumfeld des Hirten zeichnet sich durch die Nähe zu seinem Vieh aus. Der Hirte bleibt zum Teil auch nachts auf der Weide und beschützt seine Herde vor Räubern und Raubtieren. Insbesondere bei Großvieh (Rind, Pferd, Kamel) und Mittelvieh (Schaf, Ziege, Schwein) umfasst diese Lebensweise bei extensiver Wirtschaftsweise Nomadentum, um in den Wanderbewegungen der Herde in Kontakt zu bleiben. (siehe: Wanderhirte)
Um sich gegen die Gefahren wehren zu können, hat der Hirt nur eine geringe Bewaffnung: seinen Hirtenstab, manchmal, wie der biblische David, eine Schleuder, heute Schussbewaffnung.
Eng verbunden mit der Tradition des Hirtenwesens ist der Haushund, eines der frühesten echten Haustiere des Menschen, welches zu zahlreichen speziellen Hirtenhunden als Herdenschutzhund, Treibhund und Hütehund gezüchtet wird. Er hilft dem Hirten, seine Herde zusammenzuhalten, wittert Gefahr und leistet dem Hirten Gesellschaft.
Da Hirten in früheren Zeiten ununterbrochen bei ihren Herden blieben und diese nach der Abweidung des Grases an eine andere Stelle führen mussten, hatten die Hirten oft keinen festen Wohnsitz. Daraus wurzeln die kulturellen Konflikte der Nomaden mit den sesshaften Ackerbauern weltweit, und wohl seit vielen Jahrtausenden.

## Rezeption des Hirtentums

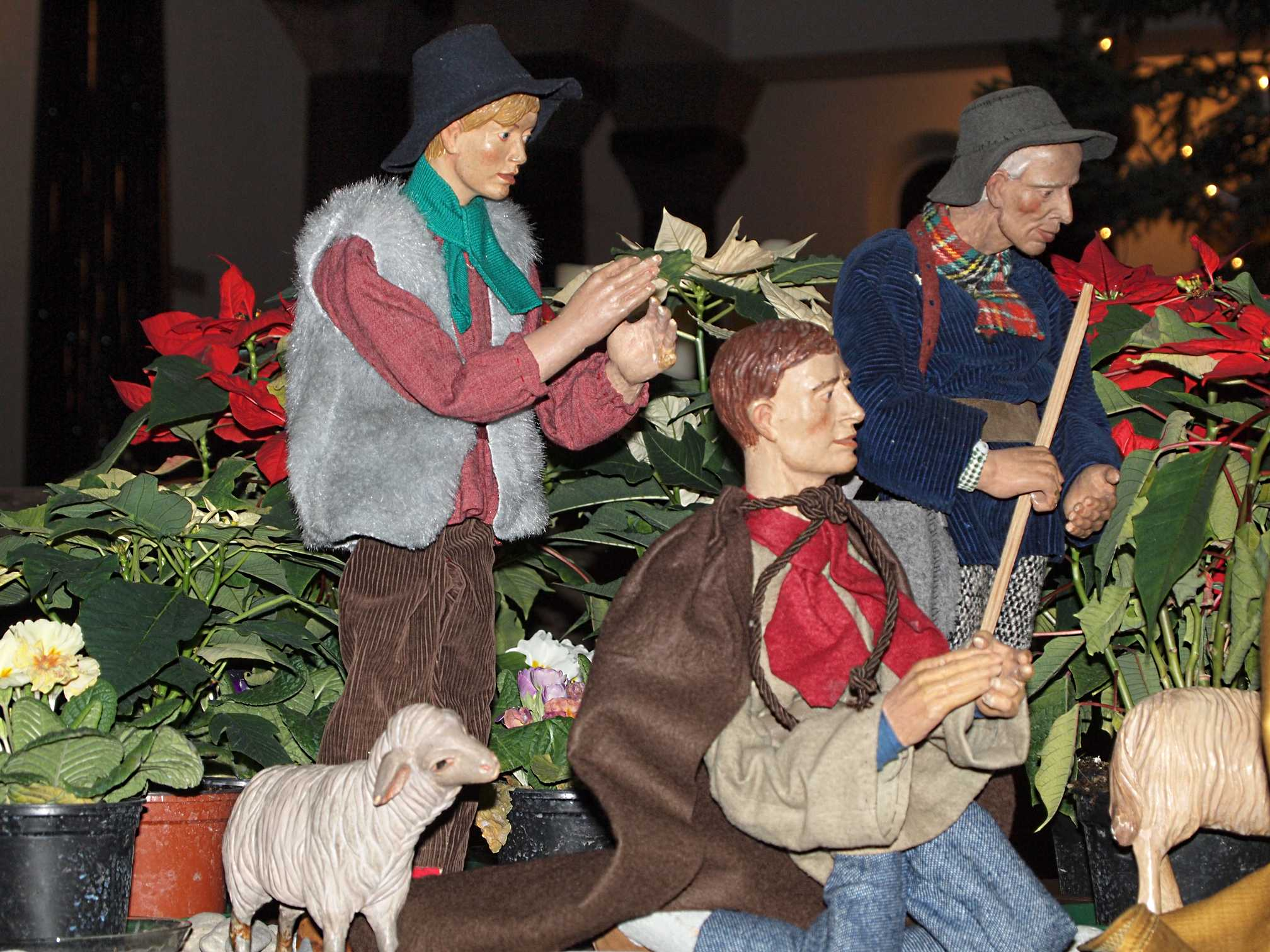
Hirten vor dem Stall einer Weihnachtskrippe (Mater Dolorosa (Berlin-Lankwitz))

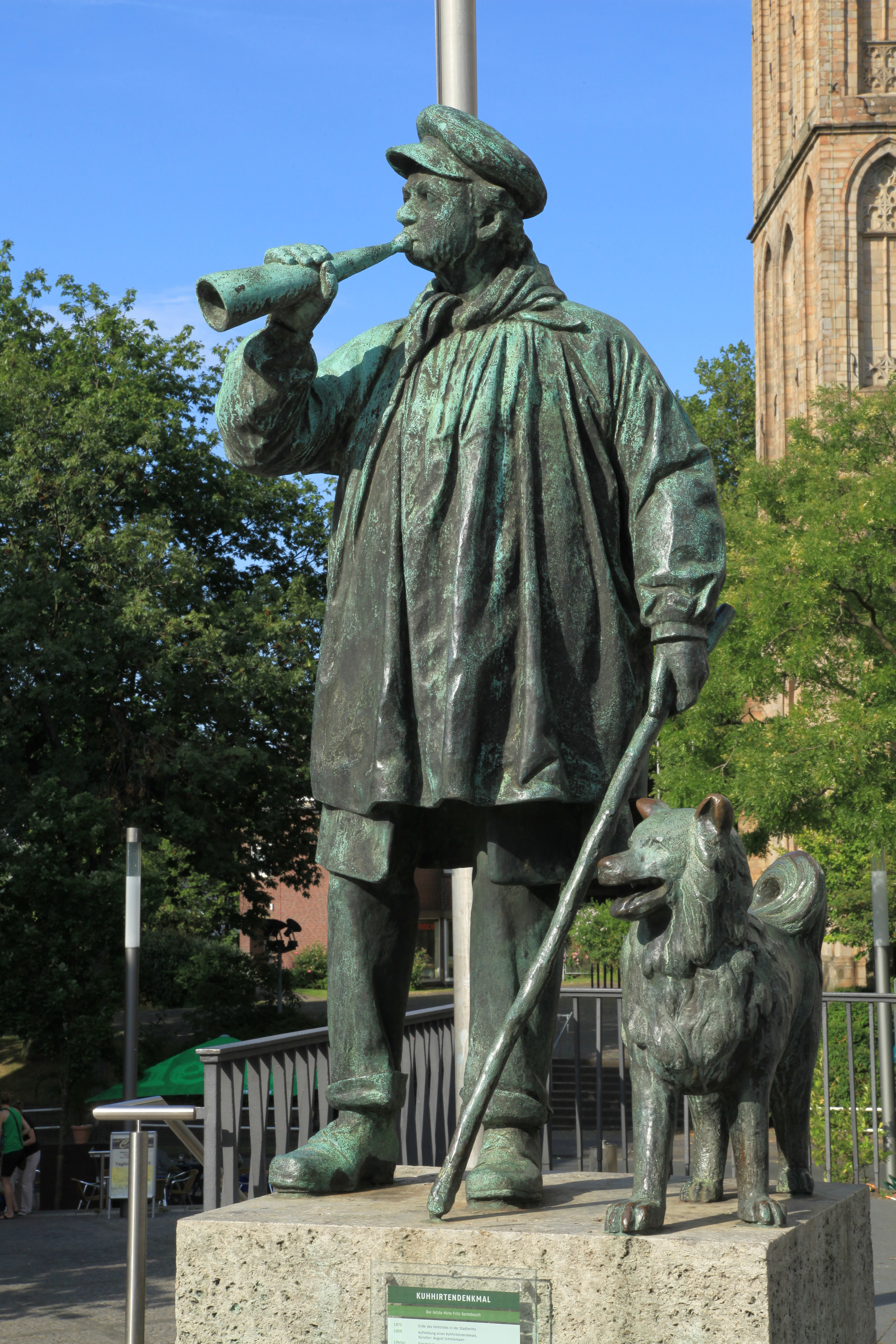
Bochumer Kuhhirtendenkmal

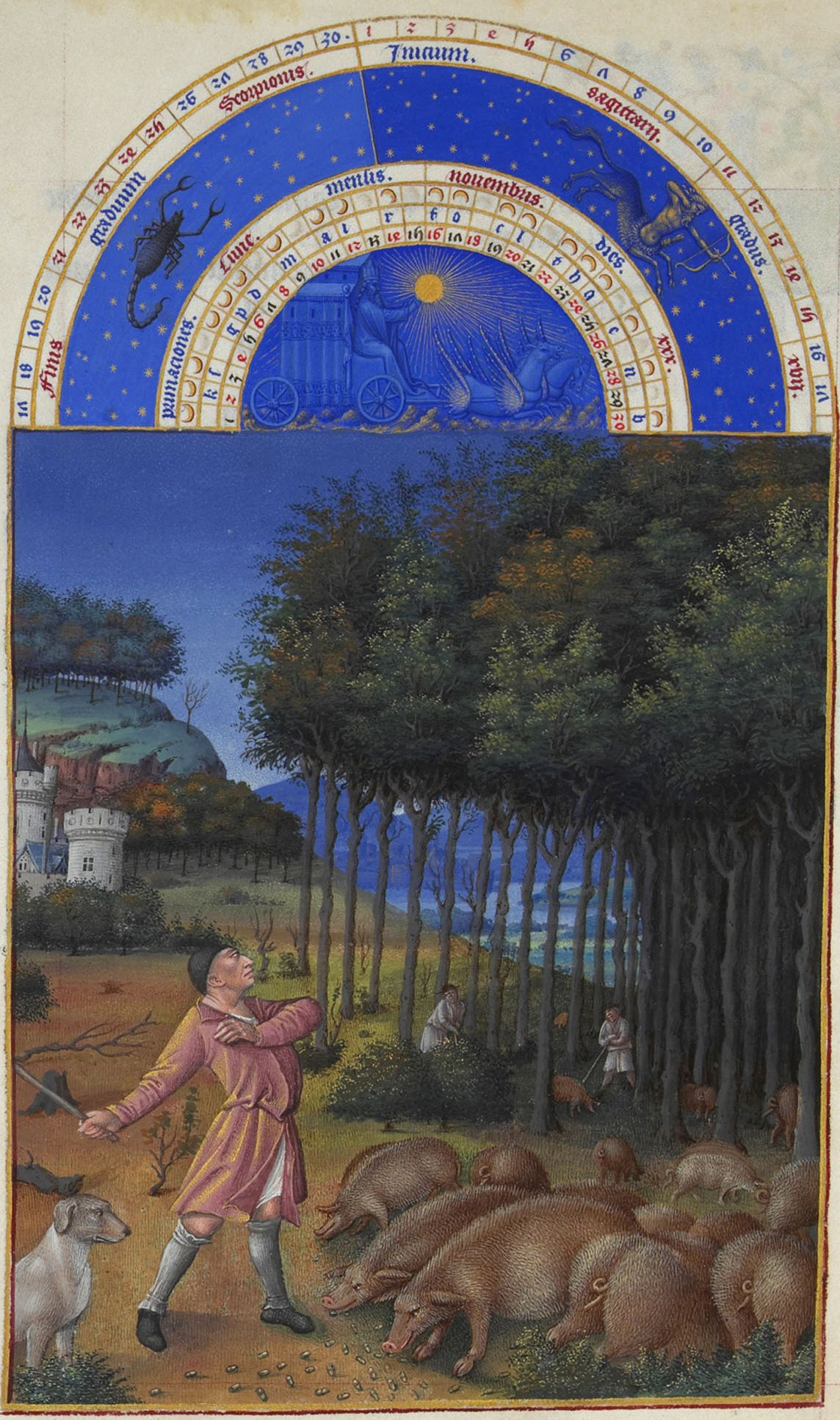
Schweinehirt und Schweineherde. 15. Jh.

Bereits im Alten Ägypten der 12. Dynastie wurde das Thema in der Hirtengeschichte literarisch verarbeitet.
In der antiken Dichtung war der Hirte die zentrale Gestalt der Bukolik, im Mittelalter der Schäferdichtung.
Die Bibel verwendet die Gestalt des Hirten als eine Metapher für Gott oder den König, z. B. im 23. Psalm oder im Gleichnis vom guten Hirten. Bereits Abel war ein Hirte.
Oft wird der Hirte auch als Symbol für die Wächterrolle verwendet. So finden sich in der Bibel zahlreiche Vergleiche, in denen ein Prophet mit einem Hirten und seine Schützlinge mit Schafen verglichen werden. Auch in der Weihnachtsgeschichte sind es Hirten, die am Heiligabend die Nachricht von der Geburt Jesu Christi zuerst empfangen, zum Stall in Bethlehem eilen und das Christkind dort anbeten (Lk 2,8-20 ). Diese Szene spielt auch in der christlichen Kunst unter dem Aspekt der Verkündigung an die Hirten und Anbetung der Hirten eine Rolle.
Die Gestalt des Hirten (lateinisch Pastor) ist als Leitbild sowohl in das Berufsbild des christlichen Geistlichen (Pastor), als auch in die Kunst (Pastorale) geflossen.
Für den Rinder- beziehungsweise Kälberhirten bestanden beispielsweise auch Bezeichnungen wie Kälberführer, Kälberer, Kälbler oder Kälberbube.
Kulturgeschichtlich bedeutsam sind zum Beispiel:
- Gänsehirt, etwa im Märchen, Die Gänsemagd bzw. Die Gänsehirtin am Brunnen
- der Schweinehirt, etwa im Märchen Der Schweinehirt
- der Schafhirte, siehe Schäferei
- der Almhirte, als Senner Bewirtschafter einer Alm
- der berittene Rinderhirte, auch als Cowboy (USA), Charro (Mexiko), Arriero (Südamerika allgemein; auch Maultiertreiber;[4] auch berittene Hirten anderer Tiere), Huaso (Chile) und Gaucho (Argentinien) bezeichnet, in Europa auch: Buttero (Toskana), Csikós (Pferde) und Gulyás (Rinder, Ungarn), Gardian (Südfrankreich), Vaquero (Spanien) – ähnliche Bezeichnungen finden sich bei allen Reitervölkern und verschmelzen teils mit den Namen des Volkes

## Film
- "Hirtenreise ins dritte Jahrtausend", ein Film von Erich Langjahr